# 닌자보이 란타로
《닌자보이 란타로》, 원작명 《닌타마 란타로》(忍たま乱太郎)는 아마코 소베의 코미디 닌자 만화 《낙제닌자 란타로》를 원작으로 한 일본의 TV 애니메이션이다. 2011년에는 미이케 다카시 감독을 통해 실사 영화로 제작되어 개봉됐다.

## 개요
1993년 4월 10일 NHK 종합 텔레비전에서 방송을 시작했고 1994년 10월 3일부터 NHK 교육 텔레비전에서 방영하고 있다. 애니화의 이유는 일본의 작곡가 마카이노 코지의 아들이 낙제닌자 란타로의 팬이었기 때문이었다. 애니화에 즈음하여 원작의 낙제라는 단어가 심의상 맞지 않아 닌자의 알, 줄여서 닌타마로 수정되었다. 1996년 6월에는 극장판 애니메이션〈영화 닌타마 란타로〉가 공개되었다.
2002년 4월 방영 개시된 10기부터는 CG에 의한 제작이 이루어짐으로서 화질이 한 층 깨끗해지고 주제가 담당 가수도 히카루겐지에서 Ya-Ya-yah로 바뀌고, 2003년 4월(제11기)에서는 마카이노 코지 작곡의 음악이나 서브 타이틀도 새롭게 추가 되었다.
2007년 5월 4일 방송된 '닌타마 란타로 15주년 스페셜 도쿠타케 온천의 단'에서는 하이비전으로 제작되었지만 그 다음 주에는 다시 4:3의 원래 제작 방식으로 돌아왔다.
또, 2008년 4월(제16기)부터 하이비전으로 제작되어, OP 동영상과 서브 타이틀이 새롭게 바뀌었다.
〈닌타마 란타로의 교통 안전〉,〈닌타마 란타로의 지진 조심·불조심!〉,〈닌타마 란타로의 자전거 안전 교실〉,〈닌타마 란타로의 소방대〉,〈닌타마 란타로가 노력할 수밖에 없어〉 등 닌타마 란타로를 소재로 한 방재 애니메이션 이 다수 제작되고 있다.
한편 대한민국에서는 투니버스를 통해 《닌자보이 란타로》라는 명칭으로 2007년 9월 19일부터 방송이 시작되어 지속적으로 재방영되었으며, 2014년 5월 28일부터 《신 닌자보이 란타로》라는 이름으로 첫방송을 한 적 종료이다 24기 2022년 4월 29일 ~ 9월 25일 KBS 키즈 종료있다.

### 방송 일시
| 방송 채널 | 방송일                     | 방송 시간   |
| --------- | -------------------------- | ----------- |
| NHK       | 2022년 4월 4일 ~ 현재      | 30기 방영중 |
| KBS 키즈  | 2022년 4월 29일 ~ 9월 25일 | 24기 종료   |
| KBS 키즈  | 무정                       | 예정중      |

## 방송시간
다음에 따르는 내용은 일본 NHK 교육 텔레비전의 방송 편성표에 따른다.
- 1기 (1993년 4월 ~ 1994년 3월) : 토요일 18:10 ~ 18:40
- 2기 ~ 10기 (1994년 10월 ~ 2003년 3월) : 월요일 ~ 금요일 17:50 ~ 18:00
- 11기 (2003년 4월 ~ 2004년 3월) : 월요일 ~ 금요일 18:00 ~ 18:10
- 12기, 14기 ~ (2004년 4월 ~ 2005년 3월, 2006년 4월 ~ 현재) : 월요일 ~ 금요일 18:10 ~ 18:20
- 13기 (2005년 4월 ~ 2006년 3월) : 월요일 ~ 금요일 18:10 ~ 18:20, 토요일 17:50 ~ 18:00

## 주제가[2]

### 오프닝 곡
1. 〈용기100%〉(제1기)
작사：마츠이 고로/작곡·편곡：마카이노 코우지/노래：히카루겐지(光GENJI)
2. 〈용기100% (1994)〉(제2기~제9기)
작사：마츠이 고로/작곡·편곡：마카이노 코우지/노래：히카루겐지 슈퍼5(光GENJI SUPER5)
3. <용기100% (2002)(제10기~제16기)
작사：마츠이 고로/작곡·편곡：마카이노 코우지/노래：Ya-Ya-yah
4. <용기100% (2009)(제17기)
작사：마츠이 고로/작곡·편곡：마카이노 코우지/노래：헤이세이점프
5. <용기100% (2010)〉(제18기)
작사：마츠이 고로/작곡·편곡：마카이노 코우지/노래：NYC boys
6. <용기100% (2012)(제20기)
작사：마츠이 고로/작곡·편곡：마카이노 코우지/노래：Sexy Zone
7. <용기100% (2017)>(제24기)
작사: 마츠이 고로/작곡·편곡：마카이노 코우지/노래：ヅュニアBOYS

### 극장판
- 닌자보이 란타로: 시끌벅적 방학숙제 대소동!(2011)

### 엔딩 곡[3]
방송 된 차례로 게재하고 있지만, 일부 같은 시기에 나왔던 적도 있다.
1. 〈댄싱 정크〉(ダンシング ジャンク)(1기)
작사：우리노 마사오/작곡·편곡：마카이노 코우지/노래：슈퍼몬키즈
2. 〈DON'T MIND 눈물〉(DON'T MIND 涙)(제2기 1화~10화, 11화 이후의 월·수·목요일)
작사：마츠이 고로/작곡·편곡：마카이노 코우지/노래：히카리 겐지 슈퍼5(光GENJI SUPER5)
3. 〈SHAKING NIGHT〉(제2기 12화 이후의 화·금요일)
작사：마츠이 고로/작곡·편곡：마카이노 코우지/노래：히카리 겐지 슈퍼5(光GENJI SUPER5)
4. 〈사방팔방수리검〉(四方八方肘鉄砲（初代))(제3기 1화~30화)
작사：아마코 소우베/작곡·편곡：마카이노 코우지/노래：마유미(繭美)
5. 〈0점챔피언〉(0点チャンピオン)(제3기 31화~96화)
작사：아키모토 야스시/작곡·편곡：마카이노 코우지/노래：Junichi&JJr
6. 〈끝나지 않는 SCHOOL DAYS〉(終わらない SCHOOL DAYS)(제3기 97화~120화)
작사：아키모토 야스시/작곡·편곡：마카이노 코우지/노래：Junichi&JJr
7. 〈이러고 있을 순 없어〉(こうしちゃいられない)(제4기 1화~80화)
작사：마츠이 고로/작곡：마카이노 코우지/코러스 편곡：히키타 ??(曳田修)/노래：Junichi&JJr
8. 〈닌닌 닌타마 음두〉(にんにん忍たま音頭)(제4기 81화~120화)
작사：아키모토 야스시/작곡·편곡：마카이노 코우지/노래：SAY·S&인패밀리
9. 〈언제라도 YELL〉(いつだってYELL)(제5기 1화~90화, 92화~95화, 97화~100화, 제6기13화, 5화~8화, 10화~13화, 15화~18화, 20화~21화)
작사：마츠이 고로/작곡·편곡：마카이노 코우지/노래：나카야마 에미리
10. 〈헤무헤무 왈츠〉(ヘムヘムのワルツ)(제5기 91화, 96화)(〈강아지 왈츠〉의 커버)
작곡：쇼팽/편곡：마카이노 코우지/노래：헤무헤무(마츠오 긴조)
11. 〈닌타마 얼굴 그리기 신베의 단〉(忍たまえかきうた しんべヱの段)(제6기4화, 9화, 14화, 19화)
작사：아마코 소우베/작곡·편곡：마카이노 코우지/노래：와라비 유우코
12. 〈MEMORY&MELODY〉(제6기 22화~60화)
작사：야마모토 히데유키/작곡·편곡：마카이노 코우지/노래：SPLASH
13. 〈사랑이 제일〉(愛がいちばん)(제7기)
작사：요시오카 오사무/작곡：스기모토 마히토/편곡：후나야마 모토키/노래：이시카와 사유리
14. 〈사방팔방수리검(2번째)〉(四方八方肘鉄砲(2代目))(제8기, 제9기)
작사：아마코 소우베/작곡·편곡：마카이노 코우지/노래：후나키 마유미&닌자들
작화가2패턴 있다.
15. 〈세계가 하나가 될 때까지〉(世界がひとつになるまで)(제10기, 11기)
작사：마츠이 고로/작곡·편곡：마카이노 코우지/노래：Ya-Ya-yah
16. 〈바람〉(風)(제12기)
작사：미우라 요시코/작곡：오다 테츠로/편곡：시미즈 노부유키/노래：우에토 아야(코러스：こつぶ組)
17. 〈응원가(Oh! ENKA)〉(桜援歌(Oh! ENKA))(제13기, 제14기)
작사：MASA/작곡·편곡：마카이노 코우지/노래：칸쟈니∞
18. 〈사랑을 향해〉(愛に向かって)(제15기~)
작사：MASA/작곡·편곡：마카이노 코우지/노래：칸쟈니∞
19. 〈꿈빛〉(夢色)(제17기)
작사：쿠제아/작곡·편곡：마카이노 코우지/노래：헤이세이점프
20. 〈꿈의 씨앗〉(ゆめのタネ)(제18기, 19기)
작사：이시카와 회리/작곡 : 마카이노 코우지 / 편곡：이시즈카 토모키/노래 : NYC
21. 〈바람을 잘라〉(風をきって)(제20기, 21기)
작사：마츠이 고로/작곡：마카이노 코우지 / 편곡 : 이시즈카 토모키/노래 : Sexy Zone
22. 〈기다린다는 건 없어!〉(待ったなんてなしっ!)(제22기)
작사：켈리/작곡：마카이노 코우지/노래 : Sexy Zone
23. <3초 웃고>(3秒笑って)(제24기, 25기)
작사： 마츠이 고로/작곡: 마카이노 코우지/ 노래: 주니어 BOYS(ジュニアBOYS)
24. <개구쟁이 히어로>(やんちゃなヒーロー)(제26기, 27기)
작사：쿠제아/작곡·편곡：마카이노 코우지/ 노래: Hey! Say! JUMP
25. <지금이다!!>(今だ!!)(제28기, 29기)
작사：마츠이 고로/작곡：마카이노 코우지 / 노래: 쟈니스WEST

연속 프로그램이 된 2기 이후는 주로 월요일에 크레딧 타이틀의 엔딩을 방영하고, 그 외의 요일은 시청자로부터 받은 일러스트를 이 엔딩 곡과 함께 소개하고 있었다. 8기부터는 매일 크레딧을 타이틀과 일러스트와 함께 방영했다. 또10기, 11기는 금요일만 Ya-Ya-yah의 〈세계가 하나가 될 때까지〉가 2번 방영되며 Ya-Ya-yah 콘서트의 수화노래버전이 되었다(크레딧 타이틀은 없음). 12기 이후 다시 매일 크레딧 타이틀과 일러스트를 방영하는 형태로 돌아왔다.
수록곡 중 리메이크 되고 있는 것이 있다(〈용기100%〉, 〈사방팔방수리검〉 등).
〈응원가(Oh! ENKA)〉에 대해서는, 칸쟈니∞의 멤버에게 불상사가 있었기 때문에, 2005년 7월 18일 방영분부터 같은 해의 9월 3일 방영분 동안은 사용을 중지해, 과거에 사용된 엔딩 곡( 〈세계가 하나가 될 때까지〉, 〈바람〉)이 사용되고 있었다.
15주년 스페셜〈도쿠타케 온천의 단〉에서는 〈사랑을 향해〉의 풀 버전이 나왔다.
자니즈 사무소 및 포니캐년 소속 가수의 곡이 자주 채용되고 있다.

## 실사영화
2011년 7월 23일에 개봉됐다. 미이케 다카시가 감독, 가토 세이시로가 주인공 란타로 역을 맡았다.

### 출연진
- 이나데라 란타로 - 가토 세이시로
- 셋츠노 키리마루 - 하야시 로이
- 후쿠토미 신베 - 기무라 후이타
- 도이 한스케 - 미우라 다카히로
- 야마다 덴조 - 데라지마 스스무
- 란타로의 아버지 - 나카무라 시도
- 란타로의 어머니 - 단 레이
- 에모토 아키라
- 이시바시 렌지
- 다케나카 나오토
- 이시가키 유마
- 다니하라 쇼스케

### 한국판
오프닝
제목 100% You'll Make it
엔딩
제목 3 Byou Waratte
작사 Goro Matsui 마츠이 고로
작곡 Koji Makaino 마카이노 코우지
원곡 ヅュニアBOYS
노래 안소명, 김지성, 유석현

### 목소리 출연
- 란타로 - 김서영
- 키리마루 - 정유정
- 신베이 - 이용신
- 도이한스케 - 황창영
- 교장 - 탁원제
- 젠포지 이사쿠 - 석승훈
- 헹헹 - 이창민
- 쇼자에몬 - 곽규미
- 코마츠다 슈사쿠 - 김현욱
- 야다마 덴조 - 안장혁
- 하마 슈이치로 - 김진홍
- 단조 - 김자연
- 키산타 - 이은조
- 토라와카 - 김보민
- 키타이시 - 이유리

### 우리말 제작
- 녹음,믹스 - 황선정, 김하루 플레이그라운드
- 번역 - 김보람
- 조연출 - 하근희
- 녹음연출 - 황태훈 24기
- 기획 - KBS 키즈
- 제작 - NHK
- 수입, 배급, 우리말제작 - 플레이그라운드
- 저작권 - 1993 ~ NHK ENTERPRISES All rights reserved.

## 같이 보기
- 오쟈루마루
- 나루토